# Кредитные марки польских войсковых кооперативов

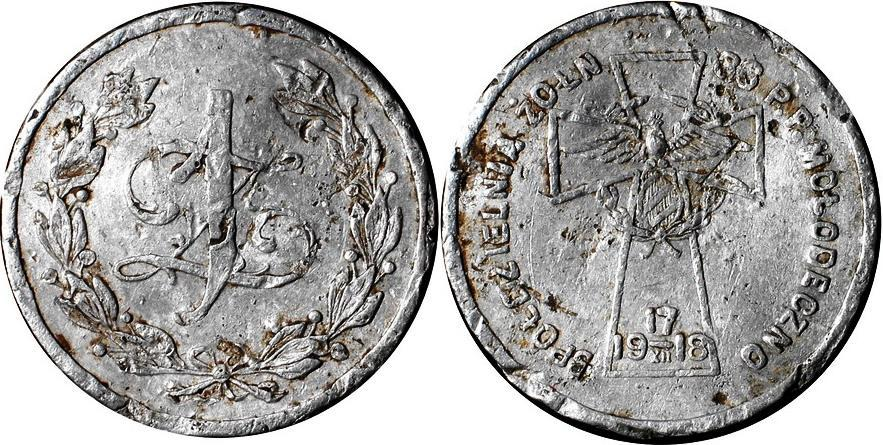
1 злотый кооператива 86 пехотного полка (Молодечно)

Кредитные марки (платёжные боны) польских войсковых кооперативов — суррогатные денежные знаки, выпускавшиеся кооперативами войсковых частей Вооружённых сил Польши с начала 1920-х годов до 1939 года. На денежных знаках различных выпусков указывались разные названия: Bilet kreditowy, Bilet obiegowy, Bon, Bon spółdzielni, Marka kreditowa.

## История выпуска
После окончания советско-польской войны (1919—1921) в польских войсковых частях начали создаваться кооперативы, объединяющие в качестве пайщиков офицеров, подофицеров, а в некоторых частях — рядовых и вольнонаёмных служащих. Кооперативы объединялись в Союз военных кооперативов.
Военные кооперативы снабжали своих пайщиков продуктами и товарами по твёрдым ценам. Так как при отсутствии кредита в кооперативе его члены стали бы обращаться за покупками в кредит к другим торговцам, товары пайщикам отпускались в кредит, который был организован путём выдачи кредитных марок, сумма которых записывалась в книгу, а по этим маркам кооперативная лавка отпускала товары и продукты. При получении жалования каждый член-пайщик погашал свой долг и ему вновь выдавались кредитные марки (возвращённые из лавки в правление) с записью в книгу. Таким образом совершался многократный оборот этих марок, имевших хождение только в пределах кооператива данной воинской части.
Кредитные марки были металлические и бумажные. Металлические были выгоднее, так как меньше изнашивались в процессе обращения. Место дислокации и год выпуска марок указывался очень редко. В качестве материала использовались: алюминий, цинк, железо, медь, бронза, латунь, никель, фибра.
Некоторые военные кооперативы за период обращения кредитных марок меняли их на новые комплекты другого типа. Причины такой замены были различными:
- с целью уменьшения суммы кредитных марок в кооперативе с изъятием старых и выпуском марок нового типа;
- в связи с большой утратой марок или обнаружением фальшивых марок;
- для замены изношенных бумажных марок на металлические;
- для замены марок с подлинным названием части на марки с условным названием с целью сохранения военной тайны. Такая замена происходила в последние год-два перед нападением Германии на Польшу (1939) и была проведена не во всех кооперативах.

Сумма кредитов не могла превышать 50 % капитала кооператива, а в 1935 году приказом военного министра сумма допустимого кредита в войсковых кооперативах была уменьшена до 20 % пая, то есть до суммы, которую можно было удержать из взносов неплательщика без его согласия. В некоторых кооперативах излишки кредитных марок, превышавшие потребности месячного кредита, были уничтожены.
Помимо марок, на которых есть слово «кооператив» (spółdzielna), которые предназначались для покупок в кооперативной лавке, в ряде частей были выпущены марки для казино (офицерских и подофицерских), для столовых, чайных и т. п. заведений. Все они также имели кредитную функцию.
Чтобы не заказывать в мастерской специальный комплект марок, что обходилось недёшево, некоторые воинские части клеймили какое-то количество своих кооперативных марок надчеканками в виде букв (KO — kasyno oficerskie, KP — kasyno podoficerskie и т. п.) или условных значков. Марки с надчеканками в виде значков встречаются нередко, но эти условные клейма на некоторых выпусках не всегда возможно расшифровать. Надчеканки, кроме превращения марок кооперативов в марки клубов и казино этой же части, иногда использовались и для превращения марок кооператива одной части в марки другого кооператива.
Некоторые надчеканки с датами, возможно, связаны с инвентаризацией (переучётом) марок, имеющихся в наличии в правлении кооператива и на руках у пайщиков. После такого переучёта, вероятно, пускали в обращение марки с надчеканками, а марки без надчеканки считались недействительными.
Иногда встречаются марки, пробитые или просверленные насквозь в центральной части или около края. Возможно, марки с пробивкой в центре были таким образом изъяты из обращения и аннулированы, а марки с пробивкой у края носились в качестве украшения.
Основным местом изготовления металлических кредитных марок военных кооперативов была гравёрная и штамповочная мастерская Б. Грабовского в Лодзи.
Наиболее распространённым был комплект из 4-х номиналов: 10, 20, 50 грошей и 1 злотый. 2 и 5 злотых заказывались реже. Марки в 5 грошей выпускались как специально заказанные для определённого кооператива, так и марки, пригодные для любого кооператива, на которых было указано только «военный кооператив» (spółdz. wojskowa) без указания части и номинал. Определить принадлежность такой марки к определённому кооперативу, как правило, можно только при наличии надчеканки. Некоторые кооперативы, вероятно, использовали только бумажные кредитные марки.
Уже в период их обращения производились подделки кредитных марок. Известны также современные фальсификации кредитных марок с целью обмана коллекционеров.